# Sikenica
Sikenica este o comună slovacă, aflată în districtul Levice din regiunea Nitra. Localitatea se află la altitudinea de 136 m deasupra n.m., se întinde pe o suprafață de 25,55 km2 și în 2017 număra 649 de locuitori.

## Istoric
Localitatea Sikenica este atestată documentar din 1295.

## Demografie
| An:                | 1994 | 2004   | 2014   | 2024   |
| ------------------ | ---- | ------ | ------ | ------ |
| Număr de persoane: | 653  | 643    | 641    | 602    |
| Diferență:         |      | −1,53% | −0,31% | −6,08% |

| An:                | 2023 | 2024   |
| ------------------ | ---- | ------ |
| Număr de persoane: | 624  | 602    |
| Diferență:         |      | −3,52% |